# Poslovanje bez gubitaka
Poslovanje bez gubitaka se postiže ako se provođenjem reinženjeringa osposobljavamo za proizvodnju bez zaliha, bez škarta i točno na vrijeme.